# Tennistoernooi van Eastbourne 2025
Het tennistoernooi van Eastbourne van 2025 werd van maandag 23 tot en met zaterdag 28 juni 2025 gespeeld op de grasbanen van de Devonshire Park Lawn Tennis Club in de Engelse kustplaats Eastbourne. De officiële naam van het toernooi was Lexus Eastbourne Open.
Het toernooi bestond uit twee delen:
- WTA-toernooi van Eastbourne 2025, het toernooi voor de vrouwen
- ATP-toernooi van Eastbourne 2025, het toernooi voor de mannen

| Eastbourne        | juni 2025 | juni 2025 | juni 2025 | juni 2025    | juni 2025    | juni 2025 |
| Eastbourne        | maa 23    | din 24    | woe 25    | don 26       | vrĳ 27       | zat 28    |
| ----------------- | --------- | --------- | --------- | ------------ | ------------ | --------- |
| vrouwenenkelspel  | 1e ronde  | 1e ronde  | 2e ronde  | kwartfinale  | halve finale | finale    |
| vrouwendubbelspel | 1e ronde  | 1e ronde  | 2e ronde  | 2e ronde     | halve finale | finale    |
| mannenenkelspel   | 1e ronde  | 1e ronde  | 2e ronde  | kwartfinale  | halve finale | finale    |
| mannendubbelspel  | 1e ronde  | 1e ronde  | 2e ronde  | halve finale | finale       |           |

ATP-toernooi van Eastbourne – WTA-toernooi van Eastbourne

2009 · 2010 · 2011 · 2012 · 2013 · 2014 · 2015 · 2016 · 2017 · 2018 · 2019 · 2020 · 2021 · 2022 · 2023 · 2024 · 2025